# Земляничник НБС
Земляничник НБС, или земляничник Стевена — ботанический памятник природы в городском округе Ялта, Республика Крым. Старый экземпляр земляничника мелкоплодного в Крыму возрастом около 1000 лет. Дерево растёт на территории Никитского ботанического сада, ниже и восточнее научного корпуса. Дерево высотой 8 метров, имеет четыре крупные ветви охватом по 2,20 м, у корней обхват дерева — 5,40 м. Дерево в подавленном состоянии, стволы его изрезаны автографами экскурсантов, одна из ветвей повреждена железными зубцами ограждения, экскурсанты залезают на стволы дерева фотографироваться, что грозит им поломками.